# Бенкерс Лайф-філдхаус
 «Консеко-філдхаус»  (англ. Conseco Fieldhouse) — спортивний комплекс у Індіанаполісі, відкритий у 1999 році. Місце проведення міжнародних змагань із кількох видів спорту і домашня арена для команди «Індіана Пейсерз».

## Місткість
- баскетбол 18 345
- Хокей із шайбою 14 400